# Самасси
Самасси (итал. Samassi) — коммуна в Италии, располагается в регионе Сардиния, подчиняется административному центру Южная Сардиния.
Население составляет 5 087 человека (30-06-2019), плотность населения составляет 121 чел./км². Занимает площадь 42, км². Почтовый индекс — 9030. Телефонный код — 070.
Покровителем коммуны почитается святой Эмилиан из Кальяри. Праздник ежегодно празднуется 16 сентября.

## Примечание
1. ↑  Statistiche demografiche ISTAT. demo.istat.it. Дата обращения: 15 ноября 2019. Архивировано 24 июля 2019 года.